# 阮低
阮低，越南前黎朝将领。
1009年（景瑞二年）11月19日，前黎朝皇帝黎龙铤在其寝宫去世，当时皇太子开封王黎乍年方十岁，黎龙铤的弟弟黎明昶、黎龙鍉意欲争夺皇位。时任右殿前指挥使的阮低与亲卫殿前指挥使李公蕴各率龙兵五百人，以保卫宫殿为名进入皇宫宿衞。祗候陶甘沐劝李公蕴受禅称帝。李公蕴夺位称帝，建立越南李朝。阮低在李朝担任都效点。阮朝编年体史书《國史遺編》认为阮低是阮朝皇帝的祖先，以阮低为阮匐之子，阮淦的十五世祖。